# Rajd Krakowski 1987
Rajd Krakowski 1987 – 12. edycja Rajdu Krakowskiego. Był to rajd samochodowy rozgrywany od 30 do 31 maja 1987 roku. Była to trzecia runda Rajdowych Samochodowych Mistrzostw Polski w roku 1987. Rajd składał się z dwudziestu trzech odcinków specjalnych. Rajd rozgrywany był na nawierzchni asfaltowej i szutrowej. Zwycięzcą został Ryszard Adamek.

## Wyniki końcowe rajdu[1][2]
| Miejsce | Kierowca            | Pilot              | Samochód               | Czas    | Strata | Grupa Klasa |
| ------- | ------------------- | ------------------ | ---------------------- | ------- | ------ | ----------- |
| 1       | Ryszard Adamek      | Janusz Bronikowski | FSO Polonez 2000       | 1:32:11 | -      | B-21        |
| 2       | Marek Sadowski      | Barbara Stępkowska | FSO Polonez 2000       | 1:33:41 | +1:30  | P-31        |
| 3       | Paweł Przybylski    | Maciej Wisławski   | FSO Polonez 1600       | 1:35:13 | +3:02  | A-14        |
| 4       | Ryszard Trzciński   | Maciej Hołuj       | Lada VAZ 2105 VFTS     | 1:35:40 | +8:27  | B-21        |
| 5       | Lesław Orski        | Lech Wójcik        | Volkswagen Golf II GTi | 1:37:42 | +5:31  | A-13        |
| 6       | Robert Gryczyński   | Wojciech Kruzel    | FSO Polonez 1500       | 1:37:46 | +5:35  | A-14        |
| 7       | Krzysztof Hołowczyc | Marek Omelańczuk   | FSO 1500               | 1:37:57 | +5:46  | A-14        |
| 8       | Stanisław Pawełczak | Edward Korta       | Lada VAZ 2105          | 1:38:23 | +6:12  | A-12        |
| 9       | Dariusz Poletyło    | Zbigniew Atłowski  | FSO 1600               | 1:39:35 | +7:24  | A-14        |
| 10      | Waldemar Kramarz    | Andrzej Mocie      | FSO 1300               | 1:39:49 | +7:38  | A-12        |